# Giacomo Alberti (Pseudokardinal)
Giacomo Alberti (auch Giacomo Martini, Giacomo Albertini oder Giacomo Aubertini; * Ende 13. Jahrhundert in Prato; † nach 1335 in München) war ein Pseudokardinal von Gegenpapst Nikolaus V.
Die Fürsprache seines Onkels, des Kardinals Niccolò Alberti, eröffnete Giacomo den Zugang zu einer Reihe von Pfründen. Ab dem 19. Juni 1311 war er als Nachfolger seines älteren Bruders Galasso Bischof von Castello (zu Venedig), erreichte aber erst 1317 das kanonische Alter. Er wurde von Gegenpapst Nikolaus V. am 15. Mai 1328 zum Kardinal (Pseudokardinal) und Bischof von Ostia und Velletri ernannt. Papst Johannes XXII. exkommunizierte ihn. Er zog 1329 nach Bayern und nannte sich weiterhin „Bischof von Ostia“ sowie „Päpstlicher Legat“. Seine Residenz nahm er in München, wo er auch starb.